# Шчирско језеро
Шчирско језеро (рус. Щирское) слатководно је ледничко језеро у северном делу Псковске области, на западу европског дела Руске Федерације. Налази се у северном делу Стругокрасњенског рејона, на северним обронцима Лушког побрђа, недалеко од варошице Струги Красније. Преко своје отоке реке Чјорнаје (која ту и започиње свој ток) повезан је са сливом реке Пљусе, односно са басеном реке Нарве и Балтичким морем.
Акваторија језера обухвата површину од 8,2 км². Максимална дубина језера је 11,5 метра, просечна око 2,9 метара. Обале су доста ниске и подложне честим плављењима. Дно је прекривено муљем у централним деловима, док је у приобалном делу песковито.
На обалама језера су села Бровск, Шчир, Виборово и Заозерје.